# Manufica

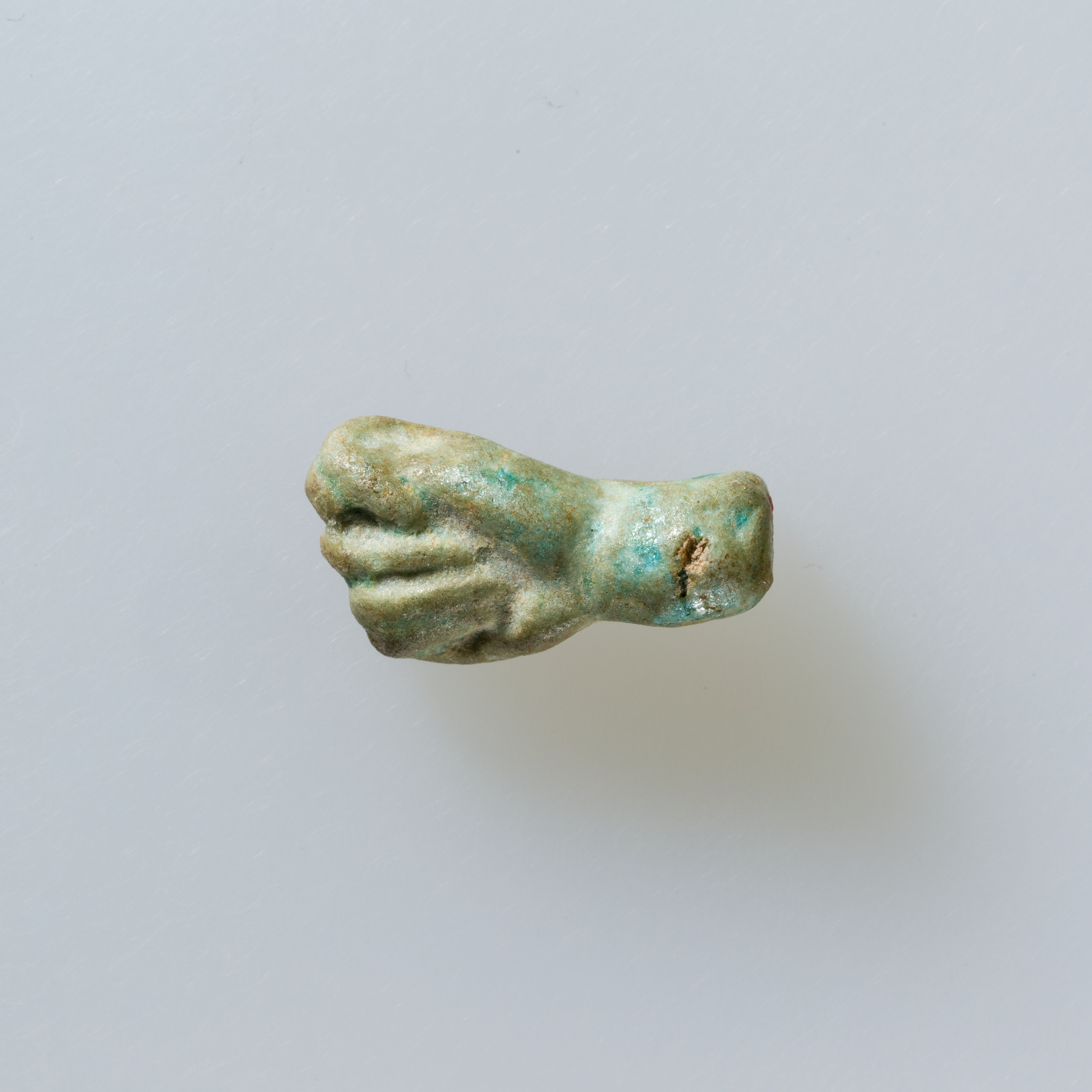
Amuleto di età romana in forma di manufica.

La manufica è un amuleto che, nella credenza popolare, serve a proteggere dalle sventure e dalla malasorte. È una sorta di portafortuna al quale i superstiziosi attribuiscono sin dall'antichità soprattutto poteri apotropaici e virtù deprecative.
Di solito consiste in un piccolo ciondolo lungo due o tre centimetri, oggi realizzato quasi esclusivamente in corallo con la montatura in oro o argento, per poi poter essere indossato. 

## Etimologia
La "manufica" deve il suo nome proprio alla forma tipica di questo amuleto, realizzato appunto come una manina dal pugno chiuso. Questa può essere indifferentemente sia destra che sinistra ma con un unico elemento in comune, e cioè quello di stringere il pollice tra l'indice e il medio così da creare quel gesto di sprezzo che, sempre nelle credenza popolare, serve ad allontanare le influenze delle persone malvagie ed il malocchio in generale.

## Diffusione

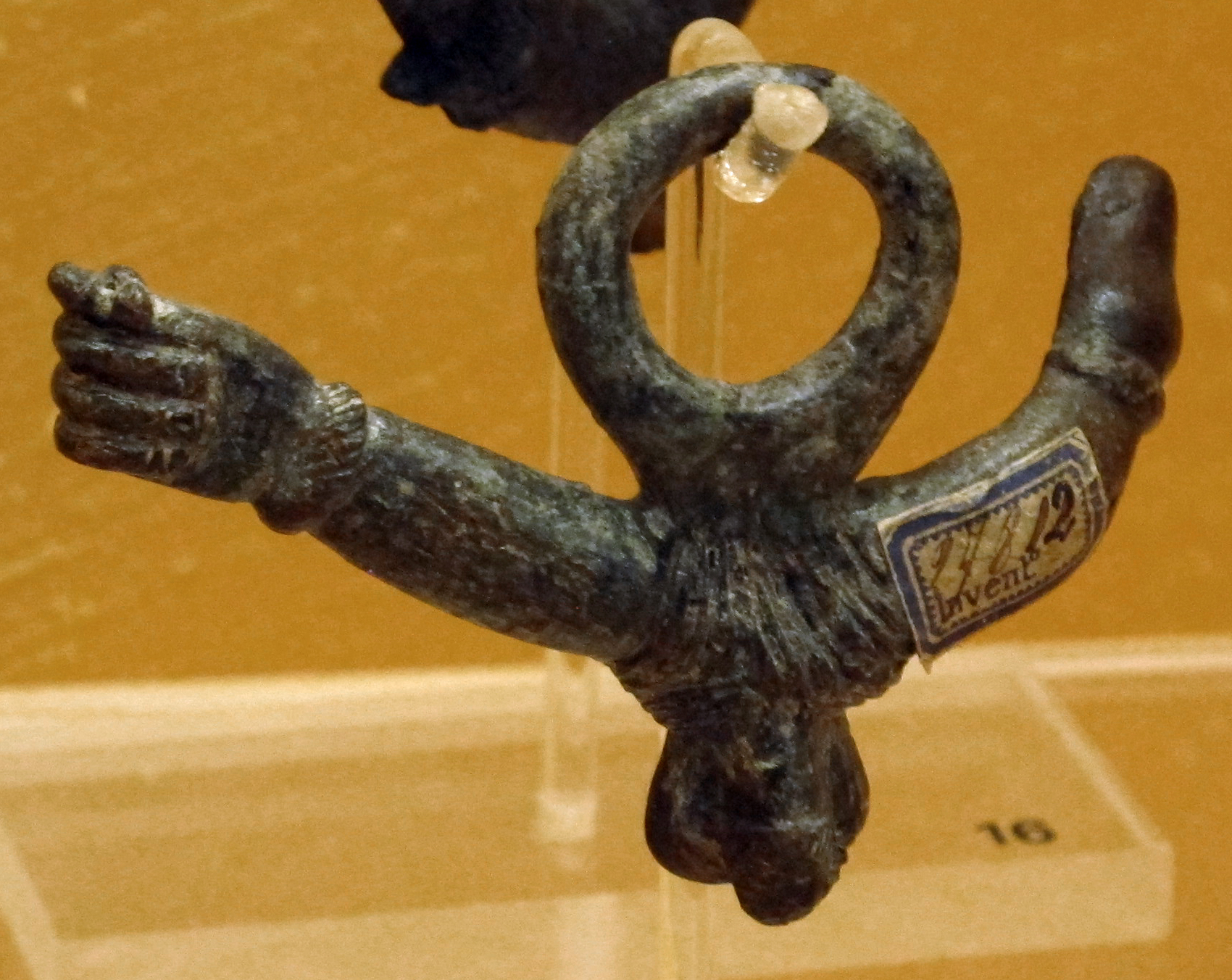
Doppio amuleto di bronzo con gesto delle fiche e fallo, proveniente da Pompei (I sec.)

Tutt'oggi viene molto usato in Sardegna ad Orgosolo e in tutta la Barbagia in generale. Di solito viene appeso sulla culla del neonato o sulle vesti di piccoli e adulti e simboleggia la fusione degli organi genitali maschili e femminili. Nella tradizione popolare viene considerato un amuleto portentoso capace di spezzarsi sotto l'influsso degli effetti malefici richiamati dalle persone cui si attribuisce la capacità di arrecare danno con lo sguardo e, una volta assolto al suo compito, (che talvolta dura anche tutta la vita), viene donato ai vari santi protettori.

## Storia
La "manufica" era un amuleto conosciuto anche dai Greci e dai Romani, i quali già da allora vi attribuivano un significato dispregiativo come attestano numerose pitture su pareti e su vasi. A quei tempi e nei secoli a seguire veniva fabbricato sia in metalli nobili quali oro e argento, sia con materiali poveri quali osso, corno, legno di fico ma anche in madreperla, cristallo di rocca, pietre semipreziose oppure con il corallo stesso che, dato il suo potere salutare e protettivo, ne rafforzava il potere del ciondolo stesso.